# Pietierburgskij Tramwajno-Miechaniczeskij Zawod
Pietierburgskij Tramwajno-Miechaniczeskij Zawod, PTMZ (ros. Петербу́ргский трамва́йно-механи́ческий заво́д, ПТМЗ) – nieistniejące przedsiębiorstwo z siedzibą w Petersburgu zajmujące się wytwarzaniem taboru tramwajowego. Był to jedyny zakład w Związku Radzieckim i Federacji Rosyjskiej, specjalizujący się wyłącznie w produkcji tramwajów. Do 1981 r. PTMZ był jedynym dostawcą taboru dla petersburskiego systemu tramwajowego. W 2012 r. przedsiębiorstwo popadło w problemy finansowe, a w 2013 r. zostało ogłoszone jego bankructwo.

## Historia

### Lata 1928–1944
W 1928 r. opracowano projekt budowy Zakładu Remontu Wagonów (WARZ), ukończenie budowy zakładu przy ul. Czugunnej nastąpiło w 1929 r. Uruchomienie planowano na 1 stycznia 1934 r., ale zakład został otwarty dopiero wiosną.
Przed uruchomieniem zakładu przy ulicy Czugunnej produkcja przebiegała w Centralnych Warsztatach Zajezdni nr 2, gdzie w 1933 roku zbudowano pierwsze czteroosiowe tramwaje LM-33.
15 maja 1934 roku przy ulicy Czugunnej otwarto Zakład Remontu Wagonów (Wagonoremontnyj Zawod, WARZ). Jeszcze przed atakiem III Rzeszy na ZSRR wyprodukowano 460 tramwajów, w tym 227 doczepnych.
Po rozpoczęciu działań wojennych WARZ został przystosowany do produkcji amunicji i naprawy silników. W 1944 roku wznowiono produkcję tramwajów. 

### Czasy socjalizmu
W 1966 roku w zakładzie zbudowano pierwszy radziecki tramwaj przegubowy LWS-66.
W 1986 r. rozpoczęła się seryjna produkcja przegubowych sześcioosiowych tramwajów LWS-86. W latach 70. i 80. XX wieku zakład nosił nazwę Miejski Zakład Naprawy Taboru Elektrycznego (Zawod po riemontu gorodskogo elektrotransporta, ZRGET), od 1989 do 1993 r. Leningradzki Zakład Tramwajów i Trolejbusów (Leningradskij tramwajno-trollejbusnyj zawod, LTTZ).

### Po przekształceniu w spółkę akcyjną
W 1993 r. przedsiębiorstwo przekształcono w spółkę akcyjną i przemianowano na Petersburski Zakład Tramwajowo-Mechaniczny (Pietierburgskij tramwajno-miechaniczeskij zawod, PTMZ). 
W 2000 r. powstał prototyp tramwaju LM-2000 na potrzeby moskiewskiego systemu tramwajowego.
Od 2003 r. zakład należał do grupy Daedalus, a od 2005 r. zarządzany był przez Daedal-Wagony (spółkę skupiającą przedsiębiorstwa Wagonmasz i PTMZ).
W czerwcu 2006 r. PTMZ zbudował prototyp częściowo niskopodłogowego tramwaju LWS-2005.
We wrześniu 2007 r. zakład podpisał umowę z Odessagorelektrotrans na dostawę 11 czteroosiowych wagonów tramwajowych LM-99 EMN. Ostatecznie jednak nie zbudowano ani jednego tramwaju.
W 2008 r. rozpoczęto produkcję tramwajów LM-2008.
W kwietniu 2008 r. PTMZ wygrał przetarg na dostawę 45 wagonów tramwajowych dla Petersburga.
Latem 2008 r. PTMZ wygrał przetarg na dostawę do Wołgogradu dwóch trójczłonowych wagonów LWS-2009.

### Upadek zakładów
7 maja 2013 r. postanowieniem Sądu Arbitrażowego w Petersburgu i obwodzie leningradzkim ogłoszono upadłość PTMZ. Majątek zakładu w czerwcu 2014 r. sprzedano na aukcji za 992 mln rubli.
Jesienią 2015 r. na terenie PTMZ trwały prace porządkowe. Rozważano wówczas przekształcenie terenu zakładów w skład warzyw.
Pod koniec 2018 r. na terenie dawnego zakładu rozpoczęto budowę osiedli mieszkaniowych.

## Produkcja

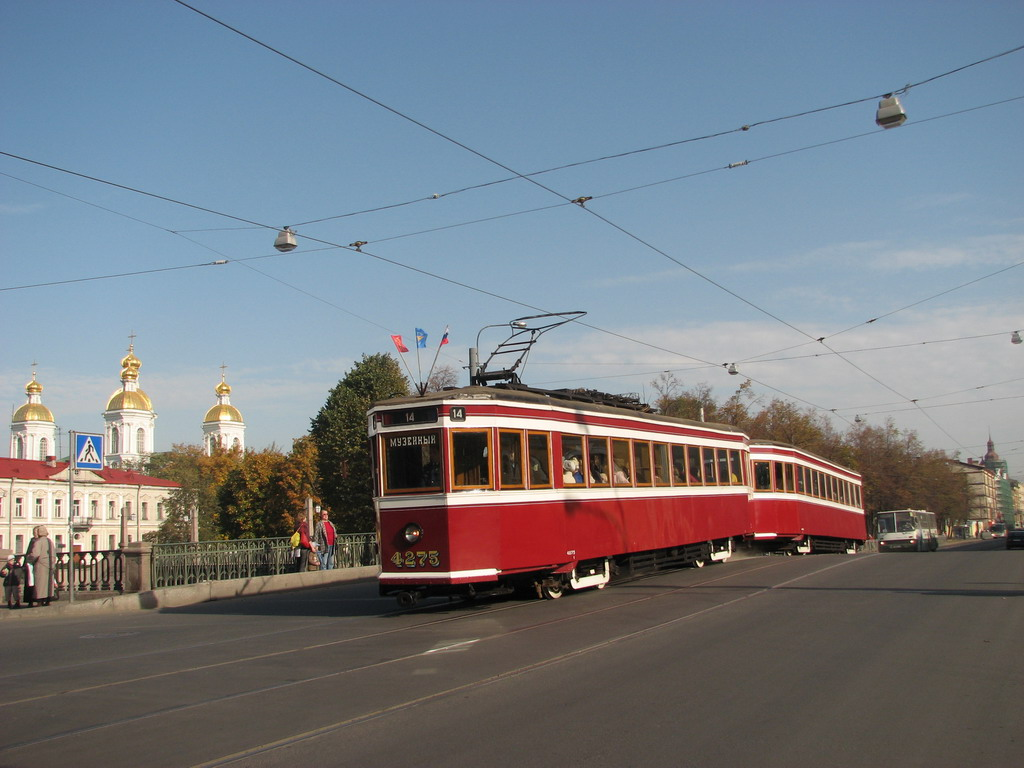
LM-33 w Petersburgu

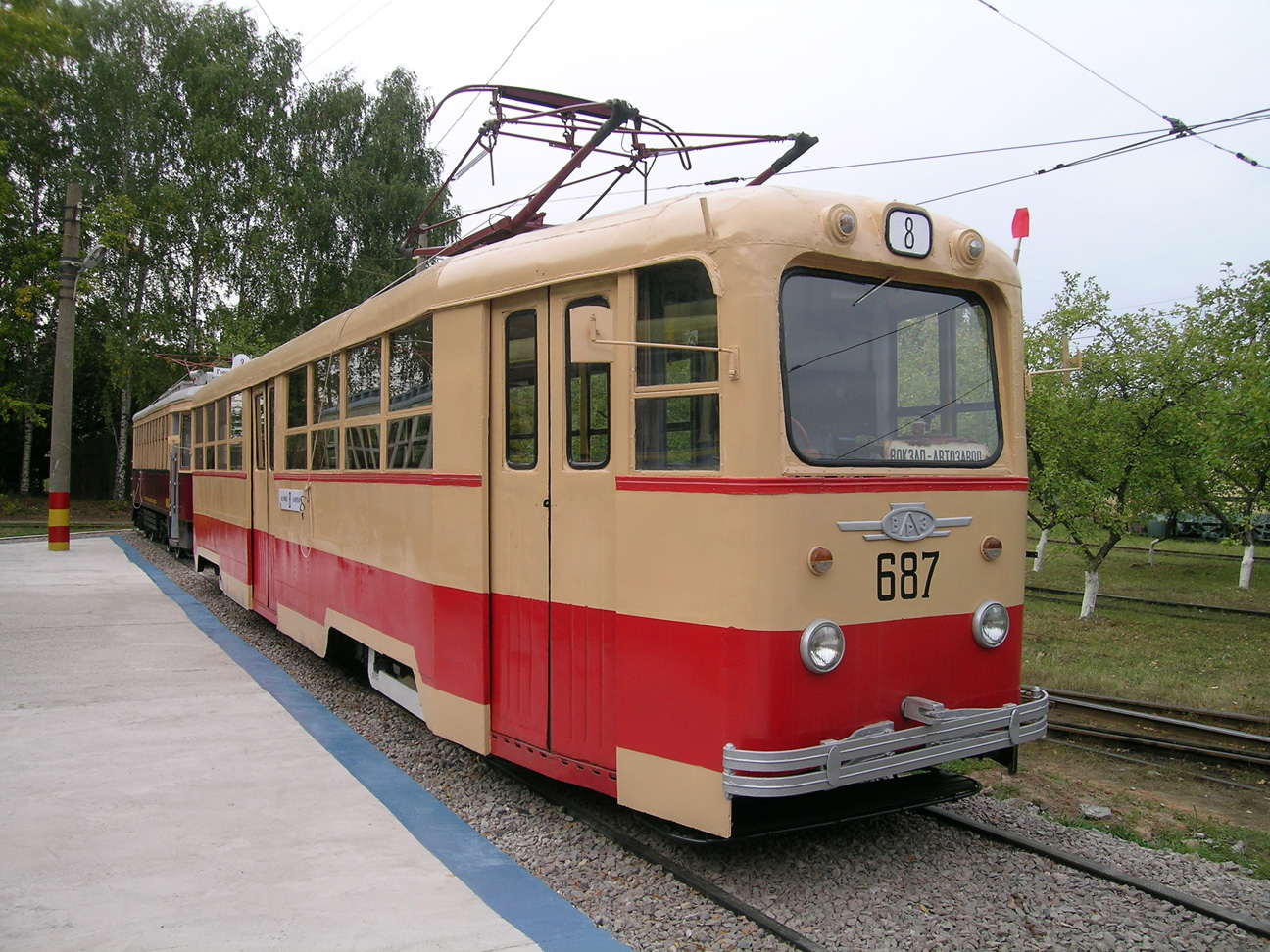
LM-49 w Niżnym Nowogrodzie

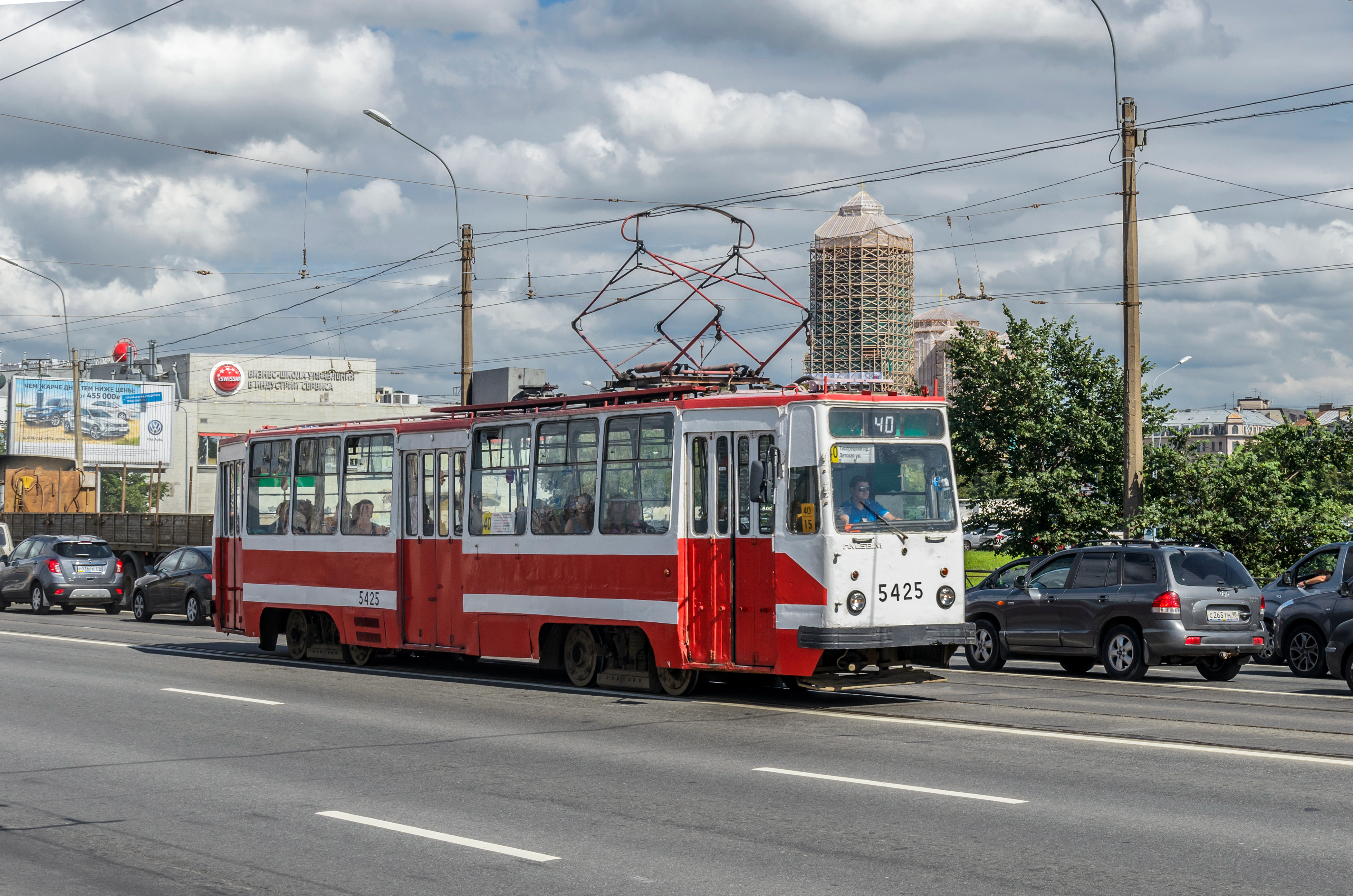
LM-68M w Petersburgu

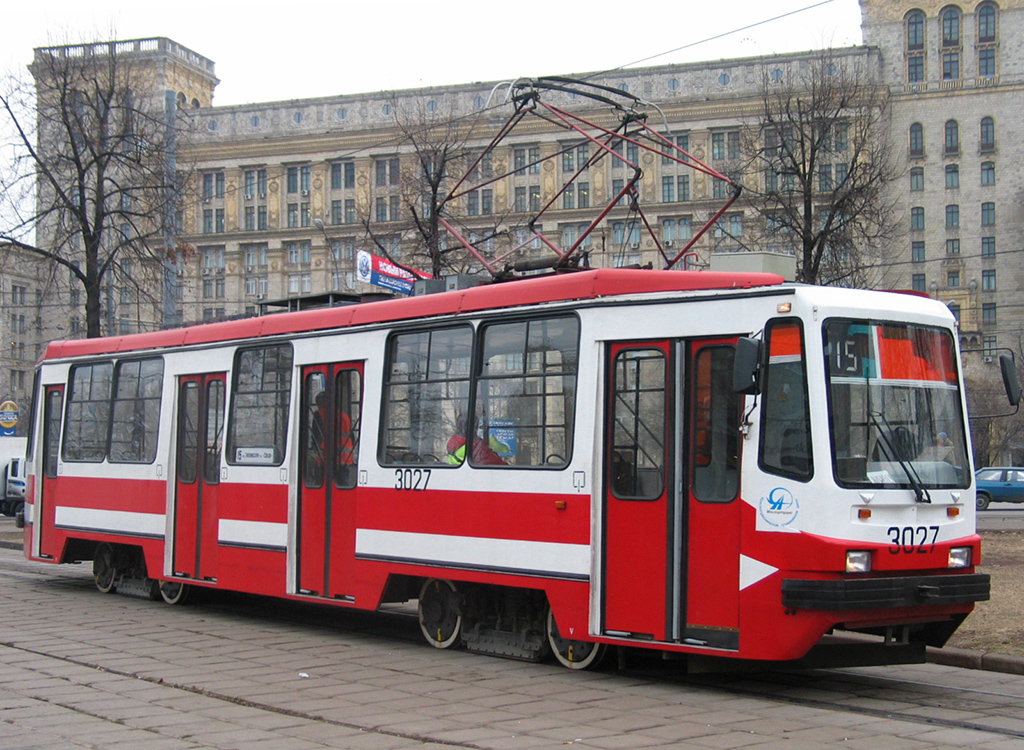
LM-99 w Moskwie

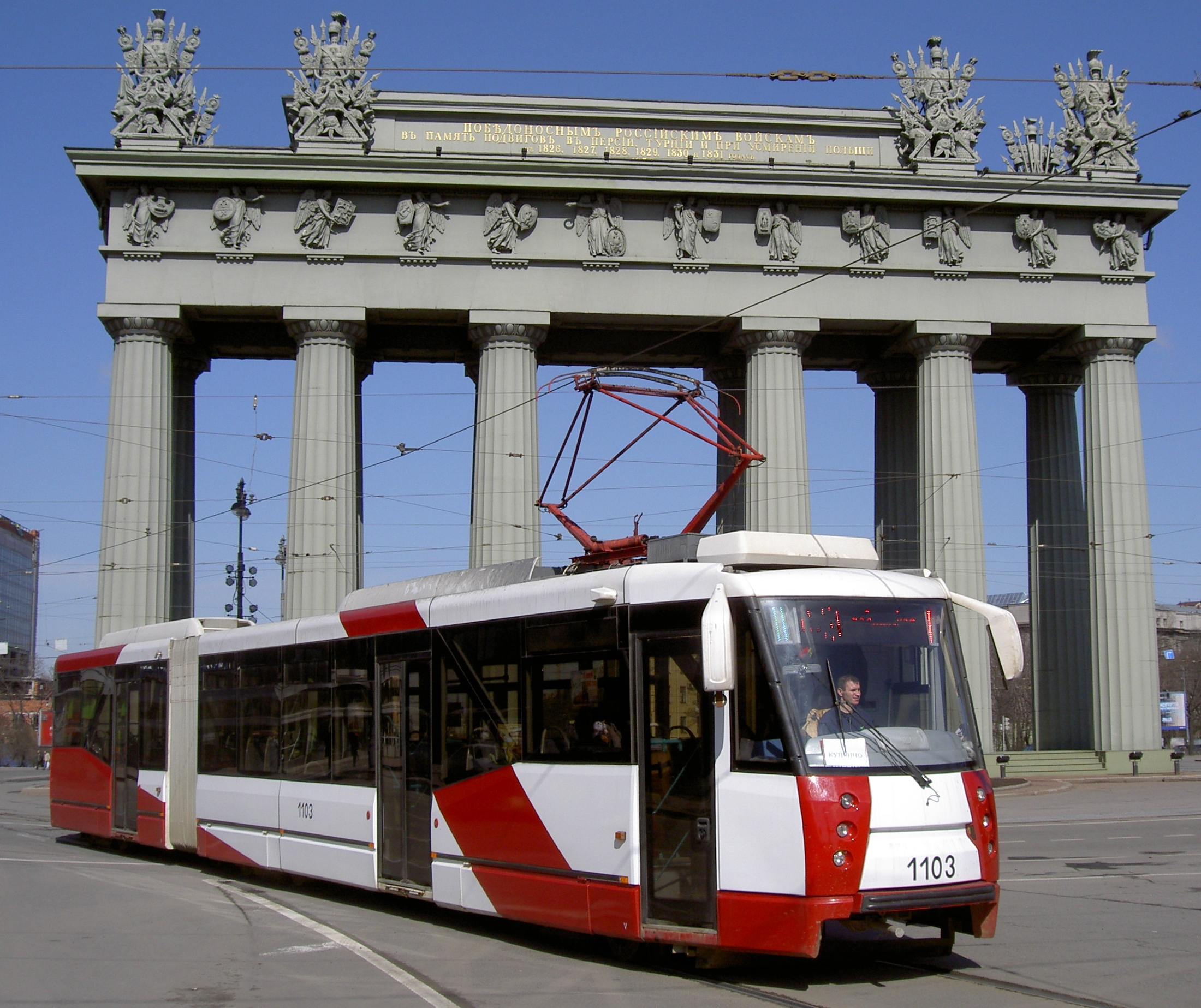
LWS-2005 w Petersburgu

| Typ      | Rodzaj          | Rozstaw szyn | Lata produkcji      | Liczba sztuk |               |
| -------- | --------------- | ------------ | ------------------- | ------------ | ------------- |
| LM-33    | silnikowy       | 1524 mm      | 1933–1940           | 232          |               |
| LP-33    | doczepny        | 1524 mm      | 1933–1940           | 226          |               |
| LM-36    | silnikowy       | 1524 mm      | 1936                | 1            |               |
| LP-36    | doczepny        | 1524 mm      | 1936                | 1            |               |
| LM-47    | silnikowy       | 1524 mm      | 1948–1949           | 43           |               |
| LP-47    | doczepny        | 1524 mm      | 1948–1949           | 42           |               |
| LM-49    | silnikowy       | 1524 mm      | 1949–1960           | 400          |               |
| LP-49    | doczepny        | 1524 mm      | 1949–1960 1965–1968 | 375          |               |
| LM-57    | silnikowy       | 1524 mm      | 1957–1969           | 1038         | [ 16 ]        |
| LWS-66   | silnikowy       | 1524 mm      | 1966–1968           | 4            | [ 16 ]        |
| LM-67    | silnikowy       | 1524 mm      | 1967                | 1            | [ 16 ]        |
| LM-68    | silnikowy       | 1524 mm      | 1968–1975           | 663          | [ 17 ]        |
| LM-68M   | silnikowy       | 1524 mm      | 1973–1988           | 2109         | [ 18 ]        |
| RS-78    | silnikowy       | 1524 mm      | 1978–1996           | 3            |               |
| LWS-80   | silnikowy       | 1524 mm      | 1980–1984           | 4            | [ 16 ]        |
| LP-83    | doczepny czynny | 1524 mm      | 1983                | 1            |               |
| LWS-86   | silnikowy       | 1524 mm      | 1987–1997           | 473          | [ 16 ]        |
| 71-88G   | silnikowy       | 1524 mm      | 1988–1993           | 13           |               |
| LWS-89   | silnikowy       | 1524 mm      | 1989                | 1            | [ 19 ]        |
| LWSG-90  | silnikowy       | 1524 mm      | 1990                | 1            |               |
| LM-93    | silnikowy       | 1524 mm      | 1993–1999           | 80           | [ 20 ]        |
| LWS-93   | silnikowy       | 1524 mm      | 1993–1994           | 2            | [ 16 ]        |
| LWS-97   | silnikowy       | 1524 mm      | 1997–2004           | 50           | [ 16 ]        |
| LM-99    | silnikowy       | 1524 mm      | 1999–2008           | 336          | [ 16 ]        |
| LM-2000  | silnikowy       | 1524 mm      | 2001                | 1            | [ 21 ]        |
| LWS-2005 | silnikowy       | 1524 mm      | 2006–2009           | 26           | [ 22 ]        |
| LM-2008  | silnikowy       | 1524 mm      | 2008–2012           | 64           | [ 23 ] [ 24 ] |
| LWS-2009 | silnikowy       | 1524 mm      | 2008–2012           | 11           | [ 25 ]        |